# Konfabulacja
Konfabulacja (łac. confabulatio od confabulari „rozmawiać” z con „współ” i fabula „bajka”), wspomnienie rzekome – termin oznaczający uzupełnianie brakujących wspomnień informacjami nieprawdziwymi, które możliwie dobrze pasują do całego logicznego ciągu wydarzeń. Konfabulacja różni się od świadomego zmyślenia tym, że konfabulujący człowiek jest przekonany o prawdziwości swoich wspomnień, i jeśli o nich kogoś informuje, to wówczas nie kłamie, gdyż kłamać można wyłącznie świadomie. Konfabulacja często jest zjawiskiem czysto wewnętrznym, gdy człowiek jedynie przywołuje wspomnienia wyłącznie dla siebie.
W kognitywistyce konfabulację uważa się za podstawową czynność umysłu, kluczową w procesach wnioskowania i przewidywania jako naturalne uzupełnienie braków wiedzy. Przesadna konfabulacja jest jedną z cech myślenia dziecięcego, a także objawem zaburzeń psychicznych – pamięci i myślenia, zwłaszcza u ludzi w podeszłym wieku.